# 嘉亭荟
嘉亭荟是位於中國上海市嘉定區安亭鎮以及上海国际汽车城的一個商业综合体。2012年5月，嘉亭荟一期开业。
2024年2月26日，嘉亭荟二期建成。4月正式開業。